# Denny Laine
Denny Laine (rojen kot Brian Frederick Hines), angleški glasbenik, vokalist, skladatelj in kitarist, * 29. oktober 1944, Birmingham, Združeno kraljestvo, † 5. december 2023, Naples, Florida, ZDA. 
Denny Laine je bil angleški glasbenik, kitarist, pevec in skladatelj. Bil je originalni član skupine The Moody Blues in član McCartneyjeve skupine Wings.

## Biografija

### Zgodnja leta
Laine se je rodil v Birminghamu, kjer je obiskoval šolo Yardley Grammar School. Kitaro je začel igrati pod vplivom jazz legende Djanga Reinharda. Ko je imel dvanajst let je Laine prvič nastopil pred publiko in začel kariero kot profesionalni glasbenik pri zasedbi »Denny Laine & the Diplomats«, kjer je igral tudi kasnejši bobnar skupin »The Move« in Electric Light Orchestra, Bev Bevan.

## Izkušnje v znanih zasedbah

### The Moody Blues
Leta 1964 je Laine zapustil skupino Diplomats in se je pridružil Miku Pinderju v skupini The Moody Blues. Pri prvem večjem hitu skupine "Go Now" je Laine prispeval glavni vokal. Igral je tudi pri skladbah "I Don't Want To Go on Without You", "From The Bottom of My Heart (I Love You)", "Everyday", "Can't Nobody Love You" in "Bye Bye Bird".
Po neuspehih skupine na lestvicah, je oktobra 1966 Laine zapustil skupino. Zadnja izdaja skupine, kjer je sodeloval Laine je bil singl "Life's Not Life"/"He Can Win", ki je izšel januarja 1967, malo zatem, ko je Laineja v skupini zamenjal Justin Hayward.

### Electric String Band in Balls
Po odhodu iz skupine Moody Blues je Laine decembra 1966 ustanovil skupino »Electric String Band«, kjer je igral igral kitaro in pel glavni vokal, Trevor Burton je igral kitaro, Viv Prince pa je igral bobne in električna godala. Skupina je posnela dva singla "Say You Don't Mind"/"Ask The People" in "Too Much in Love"/"Catherine's Wheel". Junija 1967 je skupina nastopila skupaj s skupinama Jimi Henderx Experience in Procol Harum v gledališču Saville Theatre v Londonu. Kljub temu skupina ni bila dosti opažena in je kmalu razpadla. Laine in Burton sta nato od februarja 1969 do razpada leta 1971 igrala v skupina »Balls«, vzporedno pa sta leta 1970 oba igrala tudi v skupini »Ginger Baker's Air Force«.
Skupina Balls je izdala le en singl: "Fight for My Country"/"Janie, Slow Down". Singl je izšel tudi v ZDA pod imenom Trevorja Burtona.

### Wings
Leta 1971 se je Laine pridružil Paulu McCartneyju v skupini Wings. Laine je v skupini sodeloval kot solo in ritem kitarist, klaviaturist, bas kitarist, pihalec, pevec in soavtor skladb. Laine je pri Wingsih dosegel največji komercialni uspeh v svoji karieri. Skupaj z McCartneyjem je napisal skladbo "Mull of Kintyre", eno izmed najbolj znanih skladb skupine.
Januarja 1980 je bil na japonskem letališču McCartney aretiran zaradi posedovanja marihuane. Turneja je bila odpovedana, vsi člani skupine, razen Linde in Paula, pa so se vrnili v Anglijo. Po vrnitvi v Anglijo je McCartney izdal solo album McCartney II in tako so bili načrti za poletno turnejo skupine opuščeni. Medtem je Laine izdal singl »Japanese Tears« in za kratek čas skupaj s Stevom Holleyjem ustanovil skupino »Danny Laine Band«, s katero je decembra izdal album Japanese Tears. 27. aprila 1981 je Laine zapustil skupno Wings, ker se je McCartney bal turnej zaradi atentata Johna Lennona.

## Življenje po Wingsih
Laine je nato podpisal pogodbo z založbo Scratch Records in je začel snemati svoj novi album Anyone Can Fly. Kasneje je posnel še albume Hometown Girls, Wings on Your Feet, Lonely Road in Wings at the Sound of Denny Laine. Kasneje je izdal tri publikacije Ahh Laine, napisal je še muzikal »Arctic Song« in izdal še dva albuma Master Suite in Reborn.

### Zasebno življenje
V 90. letih dvajsetega stoletja se je Laine preselil v ZDA, kjer je sodeloval pri skupinah »World Classic Rockers« in »Cryers«.
Laine je bil kratko poročen z Jo Jo Laine, s katero je imel sina Laineja Hinesa ter hčerko Heidi Hines. Laine ima še tri otroke iz drugih razmerij z Lucianne Grant, Damien James in Ainsley Laine-Adams.

## Diskografija
| - Ahh... Laine (1973) - Holly Days (1976) - Japanese Tears (1980) - Anyone Can Fly (1982) - Hometown Girls (1985) - Wings on My Feet (1986) - Lonely Road (1988) - Master Suite (1988) - All I Want Is Freedom (1990) - Reborn (1996) - Wings at the Sound of Denny Laine (1996) - Arctic Song (1998) - A Tribute to Paul McCartney and Wings (1999) - The Magnificent Moodies (1965) Singli - "Steal Your Heart Away"/"Lose Your Money" - "Go Now"/"It's Easy, Child" - "I Don't Want To Go on Without You"/"Time on My Side" - "From The Bottom of My Heart"/"And My Baby's Gone" - "Everyday"/"You Don't (All The Time)" - "Boulevard De La Madeleine"/"This Is My House (But Nobody Calls)" - "People Gotta Go" - "Life's Not Life"/"He Can Win" - "Fight for My Country"/"Janie, Slow Down" - Ginger Baker's Air Force (1970) - Ginger Baker's Air Force 2 (1970) | - Wild Life (1971) - Red Rose Speedway (1973) - Band on the Run (1973) - Venus and Mars (1975) - Wings at the Speed of Sound (1976) - Wings over America (1976) - London Town (1978) - Back to the Egg (1979) - Concerts for the People of Kampuchea (1981) - McGear (1974) - The Reluctant Dog (1980) - Somewhere in England (1981) - Tug of War (1982) - Pipes of Peace (1983) - Wind in the Willows (1985) - Metal Christmas (1996) - Wide Prairie (1998) - Old Friends in New Places (1999) - Wings Greatest (1978) - In Flight (1984) - Weep For Love (1985) - Blue Nights (1994) - Rock Survivor (1995) - Danger Zone (1995) - Go Now (1995) - The Masters (1998) - Wingspan: Hits and History (2001) - Spreading My Wings: The Ultimate Denny Laine Collection (2002) - The Collection (2003) - An Introduction to The Moody Blues (2004) - Send Me The Heart (2004) |